# ビニャ・マチャド
ビルヒニア・マリア・マチャド（Virginia Maria Machado、1979年8月17日 - ）は、コロンビアの女優、モデル。